# Carl Otto Løvenskiold
 Der er flere personer med dette navn, se Carl Otto Løvenskiold (erhvervsmand).
Carl Otto Løvenskiold (23. december 1839 i Christiania – 1. oktober 1916 på Vækerø) var en norsk søofficer, godsejer og politiker. Han var Norges statsminister i Stockholm i 1884.
Han var søn af Otto Joachim Løvenskiold og Julie Caroline Helene Wedel-Jarlsberg, og efterkommer efter tre eidsvollsmænd: Oldefaderen Peder Anker og bedstefædrene Severin Løvenskiold og Herman Wedel-Jarlsberg. Han er tipoldefar til erhvervsmanden af samme navn. Han giftede sig i 1865 med sin kusine Elise Wedel-Jarlsberg (1844–1923), datter af godsejer Harald Wedel Jarlsberg (1811–1897).
Gennem egen familie og svigerfamilie var Løvenskiold udset til at beklæde store embeder, men drog som ung til søs. Han blev sekondløjtnant i den norske marine 20 år gammel. Han tjenstgjorde i den norske og britiske marine indtil 1875, efter at han var blevet inddraget i driften af godset Vækerø fem år tidligere. Han lod herregårdens hovedbygning opføre i 1881.
Han deltog i offentlig debat fra 1883, og blev inddraget i norsk politik som statsminister i Stockholm i regeringen Schweigaard i foråret 1884. Senere var han stortingsrepræsentant i tre perioder 1888–1896. På sine ældre dage var han en aktiv mæcen.

## Udmærkelser
Løvenskiold blev i 1889 udnævnt til ridder af Sankt Olavs Orden, forfremmet til Kommandør i 1899 og udnævnt til Storkors 13. december 1912 «for almennyttig virksomhed». Løvenskiold var en kortere periode i 1884 kansler for St. Olavs Orden. Han var også Storkors af den svenske Vasaorden.